# 57868 Pupin
57868 Pupin este o planetă minoră (asteroid), cu un diametru de 5,725 km, din centura de asteroizi. A fost descoperită pe 17 decembrie 2001 la Observatorul Palomar de Near Earth Asteroid Tracking și a fost numită după Mihajlo Pupin. 
Obiectul prezintă o orbită caracterizată de o semiaxă mare de 2,3806321167611 UAi, o excentricitate de 0,25, o înclinație de 4,2 ° în raport cu ecliptica.